# Richthof (Billerbeck)
Der Richthof ist eine 1820 erbaute, eingeschossige Vierflügelanlage mit Quaderverputz in Billerbeck.  Das an der Mühlenstraße liegende, von einer Gräfte umgebene Gebäude ist Nachfolger einer viel älteren Anlage. Anstelle des fürstbischöflichen Amtshofes, der 1217 erstmals erwähnt wurde, entstand hier 1445 eine Burg. Durch den Erhalt der Stadtrechte bekam Billerbeck einen Stadtrichter. Dadurch bürgerte sich im Laufe der Zeit der Name „Richthof“ für den Biscopinghof ein. Von der Burg blieben Turmreste und Kellergewölbe erhalten.